# 牧野佐二郎
牧野 佐二郎（まきの さじろう、1906年6月21日 - 1989年8月6日）は、日本の細胞遺伝学者。北海道大学名誉教授。

## 略歴
千葉県成田市出身。1930年北海道帝国大学農学部染色体学科卒業。1940年「ハツカネズミ属の細胞学的研究」で理学博士。1947年北海道帝大教授となり、山階鳥類研究所研究員、のち国立遺伝学研究所研究員を兼任。1969年北海道大学理学部付属動物染色体研究施設長、1970年退官して名誉教授。
染色体の新しい顕微鏡観察法を開発。ヒトや動物の染色体を研究し、がんの細胞遺伝学的研究も行った。
門下に吉田俊秀。
1973年日本学士院会員となり、1983年にはインド科学アカデミーの外国会員に選ばれた。

## 受賞歴
- 1944年 日本遺伝学会賞
- 1953年 北海道新聞文化賞
- 1954年 日本動物学会賞
- 1958年 日本学士院賞
- 1961年 東レ科学技術賞(「哺乳動物および人類の染色体研究」)
- 1967年 日本人類遺伝学会賞(「人類の染色体に関する研究」)
- 1975年 「Human chromosomes」で日本翻訳文化賞 (平松)
- 1976年 勲二等瑞宝章受勲
- 1976年 日本医師会最高優功賞
- 1976年 高松宮妃癌研究基金学術賞（「癌の細胞遺伝学的研究」）

## 著書
- 『性の決定と性染色体 脊椎動物篇』 (生物学文庫）力書房 1948年
- 『動物の染色体』 (生物学集書） 河出書房 1948年
- 『哺乳動物の卵子 成熟・排卵・受精ならびに多卵性濾胞に関する細胞学的研究』 (理学モノグラフ) 北方出版社 1948年
- 『動物染色体数綜覧』 (日本学術振興会第4特別委員会報告) 北隆館 1950年
- 『生物学実験法講座 第1巻 A 動物細胞学実験法』中山書店 1954年
- 『家畜の細胞遺伝学的研究』日本学術振興会 1954年
- 『人類の染色体 臨床医学への応用』（紀伊国屋新書）紀伊国屋書店 1963年
- 『Human chromosomes』医学書院 1975年
- 『染色体 人類の細胞遺伝』医学書院 1979年

### 共編著
- 『細胞学遺伝学論文集』編. 北方出版社 1949年-1952年
- 『生物学実験法講座 第8巻 E 動物組織学実験法』田中達也共著 中山書店 1955年
- 『初等・中等生物教育講座 第2巻 生物の構造』牧野佐二郎 等著 中山書店 1959年
- 『放射線・化学物質と染色体異常』牧野佐二郎[ほか]編集 医学書院 1982年